# Tróndur (Schiff)
Die Tróndur war eine 1959 gebaute färöische Autofähre, die bis 1967 unter dem Namen Smøla in Norwegen im Einsatz war. Sie wurde 2012 abgebrochen.

## Einsatz
Das Schiff wurde für die norwegische Gesellschaft Møre og Romsdal Fylkesbåtar (MRF) mit Sitz in Molde erbaut, die es bis 1967 unter dem Namen Smøla einsetzte. Die Smøla wurde anfänglich auf der Route Kristiansund – Smøla – Hitra – Frøya und danach Kristiansund – Straumen – Kyrhaug – Forsnes eingesetzt. In den ersten drei Jahren diente sie auch als Reserveschiff in der Fracht-Passagierroute Kristiansund – Trondheim. Danach wurde sie von der staatlichen Regionalverkehrsgesellschaft der Färöer, Strandfaraskip Landsins, erworben, wo sie den Namen Tróndur erhielt. Dort wurde sie unter anderem für die Verbindungen von Tórshavn nach Toftir und nach Skopun auf der Insel Sandoy eingesetzt, die seit 1991 vom neu errichteten Hafen Gamlarætt statt von Tórshavn aus erfolgte. Auf dieser Route wurde sie von der 2001 erbauten Fähre Teistin abgelöst.
Zu Beginn des 21. Jahrhunderts verkaufte Strandfaraskip Landsins die Tróndur an Private. Das Schiff befand sich nun im Besitz der Faroe-Group Ltd. Sp/f und diente als Bereitschaftsschiff der färöischen Küstenwache. Nachdem es 2011 nach einem Sturm gestrandet war, wurde es 2012 in Frederikshavn abgebrochen.